# Les Dennis
Leslie Dennis Heseltine (Liverpool, Inglaterra, 12 de octubre de 1953) es un presentador de televisión, actor y comediante británico. Presentó Family Fortunes desde 1987 hasta 2002.

## Primeros años
Dennis nació el 12 de octubre de 1953 en el suburbio de Garston en Liverpool.. Su madre trabajaba en una fábrica, mientras que su padre, que trabajaba en una casa de apuestas después de servir en la Marina Real británica durante la Segunda Guerra Mundial, figuraba como futbolista en los libros del Liverpool FC, pero no llegó a jugar en el primer equipo. Vivió un tiempo en el suburbio de Speke y asistió a las escuelas primarias Stockton Wood y Joseph Williams, antes de ir a la escuela secundaria moderna Morrison Rose Lane, en Allerton. A partir de 1967 fue a Quarry Bank Comprehensive. Dennis salió de allí en junio de 1972 con un nivel A en arte y suspendió historia y literatura inglesa.

## Carrera

### 1971–2002: Primeros trabajos yFamily Fortunes
Como cómico, Dennis actuó en clubes sociales de todo el noroeste de Inglaterra. Las primeras oportunidades le llegaron en su ciudad natal, Liverpool. Debutó en la radio en 1971 en la serie de BBC Radio Merseyside, Variety Time. En 1974, ganó el concurso de talentos New Faces de ITV y apareció en numerosos programas de entretenimiento ligero.
En 1982, formó parte de los equipos de Russ Abbot's Madhouse y The Russ Abbot Show antes de asociarse con su colega imitador Dustin Gee, lo que a su vez dio lugar a una serie propia, The Laughter Show. Tras la repentina e inesperada muerte de Gee en enero de 1986, Dennis continuó con la serie en solitario y se convirtió en el tercer presentador de Family Fortunes durante 15 años, entre 1987 y 2002. Su acento de Liverpool lo hizo destacar en el programa.
Debutó en la actuación en la película de 1996, Intimate Relations. También apareció en la comedia Large y Wildlife. Anteriormente había hecho apariciones en dos episodios de Bang, Bang, It's Reeves and Mortimer en el sketch «The Club», donde se interpretaba a sí mismo. Ha protagonizado Skylight en el Water Mill Theatre de Newbury, Berkshire, Mr Wonderful en el Gateway Theatre de Chester, y Misery en el Coliseum Theatre de Oldham. También actuó en Just Between Ourselves y coprotagonizó junto a Janet Suzman en Cherished Disappointments in Love en el Soho Theatre de Londres.

### 2002–2007:Celebrity Big Brother,Extrasy otros proyectos
Dennis apareció en la segunda temporada de Celebrity Big Brother durante el período en que su matrimonio con Amanda Holden, terminando como subcampeón detrás de Mark Owen. Actuó junto a Christopher Cazenove y John Duttine en una gira nacional de Art y como Norman Bartholomew en la comedia negra de Anthony Shaffer, Murderer, en la Menier Chocolate Factory de Londres. El 11 de agosto de 2005, apareció como estrella invitada en un episodio de la primera temporada de la sitcom de la BBC, Extras, escrita y protagonizada por Ricky Gervais y Stephen Merchant. En esta aparición, Dennis representó una versión ficticia de sí mismo, junto a Gerard Kelly, que interpretaba a un director de teatro de campamento, el personaje recurrente Bunny.
A principios de 2006, presentó y actuó en The Sound of Musicals e intervino como invitado en New Street Law, ambos en BBC One. En el verano, interpretó al guionista Nick Chase en una nueva comedia titulada Marlon Brando's Corset, que estuvo de gira por el Reino Unido desde julio de 2006, incluyendo un mes en el Edinburgh Fringe. Apareció como invitado en la serie dramática de la ITV, The Bill, interpretando a un hombre sospechoso de asesinar a su padre. También actuó junto a Lisa Maxwell, ex actriz de Russ Abbot, que interpretó a la inspectora Samantha Nixon en la serie. En el Festival Internacional de Televisión de Edimburgo de 2006, se anunció que Dennis volvería al género de los concursos y presentaría un nuevo programa de preguntas y respuestas para Channel 5 titulado In the Grid. El programa se estrenó el 30 de octubre de 2006 y se emitió durante una temporada.
A partir de abril de 2007, también presentó el concurso TV Now and Then de UKTV Gold. Ese mismo mes actuó como invitado en Holby City. Apareció en The Friday Night Project como panelista cuando Rupert Everett era el presentador invitado. En el teatro, Dennis actuó como narrador invitado en Side by Side by Sondheim en The Venue, Londres. Ha aparecido en un episodio de The Bill como Mr. Tom Walker, Brookside como Jeff Evans, y en episodios de Merseybeat, Family Affairs, Casualty, la breve reposición de Crossroads y Hotel Babylon. Como miembro del equipo, completó la carrera del Maratón Safaricom en Lewa para recaudar fondos para el BBC Wildlife Fund, proyectada en el programa Saving Planet Earth de la BBC One en julio de 2007. En agosto de 2007 protagonizó en el Festival de Edimburgo la exitosa obra Certified Male, sobre los altibajos de la masculinidad moderna. Luego realizó una gira con The Servant of Two Masters, dirigida por Michael Bogdanov y en Navidad volvió a la pantomima después de una pausa de diez años, coprotagonizando La Cenicienta con Mickey Rooney en el Empire Theatre de Sunderland, producida por First Family Entertainment.

### 2008–2013: Autobiografía, más obras teatrales yCelebrity MasterChef
La autobiografía de Dennis, Must The Show Go On?, fue publicada por Orion a principios de 2008. En abril, hizo una gira en Eurobeat Almost Eurovision antes de una temporada en el West End del espectáculo. También narró Les Dennis's Home Video Heroes, un programa de videoclips caseros emitido en Challenge, y apareció en el documental de ITV, Les Dennis' Liverpool. Durante las Navidades de 2008, actuó como Buttons en La Cenicienta en el Empire Theatre de Liverpool, y apareció en el vídeo navideño de los The Wombats, «Is This Christmas?», a beneficio de MENCAP.
En 2009, interpretó a Herbert Soppitt en When We Are Married de J. B. Priestley, en el West Yorkshire Playhouse de Leeds, y en el Playhouse de Liverpool. Más tarde protagonizó una temporada de Neville's Island en el Birmingham Repertory Theatre. Actuó como Mr. Fulton en High School Musical 2 en una gira por el Reino Unido de agosto de 2009 a febrero de 2010. En las Navidades de 2009, volvió al Liverpool Empire para actuar en Peter Pan y de nuevo en 2010 para interpretar el papel del hermano de Aladdin, Wishee Washee en Aladdín. Participó en la gira de Hairspray como Wilbur Turnblad junto a Michael Ball, Brian Conley y Michael Starke, que se alternaban el papel de Edna Turnblad. También comenzó a presentar la serie de televisión infantil Fee Fi Fo Yum de CBBC. Volvió a trabajar con Ricky Gervais y Stephen Merchant, con apariciones recurrentes como una versión ficticia de sí mismo en la serie cómica de Warwick Davis, Life's Too Short. A partir del 17 de octubre de 2011, Dennis comenzó una temporada de una semana en el «Rincón del Diccionario» de Countdown, que finalizó el 21 de octubre.
Desde agosto de 2012, actuó en la obra Jigsy en el Assembly Rooms como parte del Festival Edinburgh Fringe. Protagonizó la producción en gira de Legally Blonde interpretando el papel del Profesor Callahan. Ha interpretado a Amos Hart en Chicago y a Bill Snibson en Me and My Girl en el West End. En 2013, se reencontró con Warwick Davis cuando ambos formaron parte del reparto de la producción West End de Spamalot de Monty Python en el Playhouse Theatre de Londres. Su siguiente aparición teatral fue en una adaptación de la novela de Peter James, The Perfect Murder. Fue concursante de Celebrity MasterChef, quedando como subcampeón por detrás de Ade Edmondson; desde entonces ha vuelto al programa como juez invitado. En diciembre de ese año, Dennis apareció en un episodio de Midsomer Murders titulado «The Christmas Haunting».

### 2014–presente:Coronation Street,Strictly Come Dancingy más
El 23 de enero de 2014, se anunció que Dennis se uniría al elenco de la serie de ITV, Coronation Street, interpretando el papel de Michael Rogers (más tarde cambiado a Michael Rodwell después del comunicado de prensa), un ladrón de poca monta. Comenzó a rodar el 27 de enero de 2014, e hizo su primera aparición en televisión el 24 de marzo de 2014. El 18 de noviembre de 2016, su personaje fue eliminado tras sufrir un ataque al corazón y ser dado por muerto por el villano de la serie, Pat Phelan.
Interpretó el papel de Tío Fester en la gira británica de la producción musical de The Addams Family de 2017. En 2019, actuó con la Royal Shakespeare Company en las obras de Restauración The Provoked Wife y Venice Preserved. Regresó al teatro para interpretar el papel de Wilbur Turnblad en la reposición de Hairspray en el London Coliseum. Entre noviembre y diciembre de 2021, interpretó el papel de Sir Joseph en la representación de la English National Opera de HMS Pinafore en el London Coliseum. En 2022, interpretó a un lector de mentes en una película titulada Sideshow La película, protagonizada también por Anthony Head, April Pearson y Nathan Clarke, recibió una crítica de una estrella de Peter Bradshaw enThe Guardian. Del 4 al 15 de agosto, fue el presentador invitado en Countdown, debido a que Colin Murray dio positivo por COVID-19. En octubre, interpretó el papel de Grandad en Only Fools and Horses The Musical en el Teatro Royal Haymarket de Londres.
En agosto de 2023, se confirmó que Dennis sería una de las celebridades concursantes en la vigesimoprimera temporada de Strictly Come Dancing. Formó pareja con la bailarina profesional Nancy Xu y fueron la primera pareja en ser eliminada de la competencia.

## Vida personal
Dennis tiene un hijo de su primer matrimonio con Lynne Webster, que duró de 1974 a 1990. También tuvo un romance con la actriz Sophie Aldred, que documentó en su autobiografía. Se casó con la actriz Amanda Holden el 4 de junio de 1995. Se separaron temporalmente en 2000, cuando la prensa dio a conocer el romance de Holden con el actor Neil Morrissey. Finalmente se separaron en diciembre de 2002 y se divorciaron en 2003.
Dennis conoció a Claire Nicholson en 2005. Se casaron el 23 de noviembre de 2009 en Highgate. La pareja tiene una hija, nacida el 24 de abril de 2008, y un hijo, nacido el 14 de abril de 2011.
Dennis es seguidor del Liverpool FC fan.

## Filmografía

### Película
- Intimate Relations (1996)
- Large (2001)
- Wildlife

### Televisión
- The Comedians (1971)
- New Faces (1974) – Concursante/ganador
- Russ Abbot's Madhouse (1982)
- The Russ Abbot Show (1982)
- The Laughter Show
- Merseybeat
- Family Affairs
- Casualty
- Crossroads
- Family Fortunes (1987–2002) – Presentador
- Wyrd Sisters (1997) – El Loco/Tomjon
- Brookside (2001) – Jeff Evans
- Celebrity Big Brother (2002) – Él mismo
- Engie Bengie (2002–2004) – El piloto Pete y el astronauta Al (voces)
- Extras (2005) – Estrella invitada como él mismo
- In the Grid (2006) – Presentador
- The Sound of Musicals (2006) – Presentador e intérprete
- New Street Law (2006) – Estrella invitada
- The Bill (2006) – Estrella invitada
- Hotel Babylon (2006) – Aparición especial
- Saving Planet Earth (2007)
- TV Now and Then (2007) – Presentador
- Holby City (2007) – Estrella invitada
- Les Dennis's Home Video Heroes (2008) – Narrador
- Les Dennis' Liverpool – Presentador
- Fee Fi Fo Yum (2010)
- Life's Too Short (2011) – Aparición especial
- Midsomer Murders (2013) – 1 episodio (temporada 16 episodio 1)[67]
- Celebrity MasterChef (2013) – Concursante
- Coronation Street (2014–2016) – Michael Rodwell (249 episodios)
- Pilgrimage: Road to Rome (2019)
- Harry Hill's Alien Fun Capsule (8 de junio de 2019) – Invitado
- Birds of a Feather (2020) – Graeme
- Richard Osman's House of Games (2021) – Concursante
- Countdown (2022) – Presentador invitado
- Crimen en el paraíso (2022)
- Celebrity Antiques Road Trip (2022) – Concursante[68]
- Los misterios de Madame Blanc (2023)
- Strictly Come Dancing (2023) – Concursante[69]